# Fédération des associations motocyclistes européennes
Pour les articles homonymes, voir FEMA.
La Fédération des associations motocyclistes européennes, (Federation of European Motorcyclists Associations, ou FEMA) est née en 1998 de la réunion de la FEM (Fédération européenne des motards) et de l'EMA (European Motorcyclists Association). Elle a pour objet la défense de la pratique de la moto auprès des instances européennes pour tout ce qui relève de la souveraineté européenne et de la Commission économique pour l'Europe des Nations unies pour les sujets d'envergure internationale relatifs aux transports (harmonisation mondiale des normes techniques et conventions internationales sur la circulation routière) ; elle est en relation avec des associations motocyclistes venant d’autres continents, telle l'AMA (American Motorcyclist Association) et le MRF (Motorcycle Riders Foundation) pour les États-Unis.
La FEMA regroupe vingt-quatre associations issues de dix-neuf pays.

## Dossiers de la FEMA
Beaucoup sont proches de ceux de la FFMC, il y a parmi d'autres :
- La TVA à taux réduit sur les casques de moto et équipements de sécurité;
- Les normes de bruit en consultation avec l'ACEM ;
- La remontée des files tolérée en France mais remise en question ;
- Une harmonisation des catégories moto du permis de conduire.

Les actions réussies sont notamment :
- La suppression de la limitation à 100 chevaux en Europe, sauf en France, où cette suppression interviendra plus tard, en 2016.
- L'application de limites sonores raisonnables permettant la production de machines à refroidissement par air[réf. souhaitée] ;
- La modification d’une proposition de permis de conduire moto compliquée et onéreuse[réf. souhaitée] ;
- La suppression de l’obligation pour les motocyclistes usagers de la route de porter des vêtements moto de protection[réf. souhaitée] ;
- La reconnaissance de la part du parlement européen de la contribution de la moto à une réduction de la congestion urbaine et du besoin d’une approche particulière des besoins des motocyclistes en matière de mobilité et de sécurité, à l’instar de ceux des cyclistes et des piétons[réf. souhaitée].

## Membres
Membres fondateurs :
- Motorcycle Action Group (MAG) (Royaume-Uni)
- British Motorcyclists Federation (Royaume-Uni)
- MAG Ireland (Irlande)
- Luxembourg Moto Initiativ (LMI) (Luxembourg)
- Fédération Française des Motards en Colère (FFMC) (France)
- DMC (Danemark)
- Coordinamento Motociclisti (Italie)
- SMC (Suède)
- Federacao Nacional Motociclismo (FNM) (Portugal)
- MAG Belgium (Belgique)
- Bikers Co-operation (Allemagne)
- Biker Union (Allemagne)
- Kuhle Wampe (Allemagne)
- Bundesverband der Motorradfahrer (BVDM) (Allemagne)
- MMS Hungary (Hongrie)
- MAG Austria (Autriche)
- Cyprus Motorcycle Federation (Chypre)
- Motoe (Grèce)
- SMOTO (Finlande)
- MP69 (Finlande)
- Bifhjólasamtök Lýðveldisins Sniglar (Islande)
- MAG Netherlands (Pays-Bas)
- Norsk Motorcykkel Union (Norvège)